# Samochema
Samochema è un villaggio del Botswana situato nel distretto Nordoccidentale, sottodistretto di Ngamiland West. Il villaggio, secondo il censimento del 2011, conta 1.149 abitanti.

## Località
Nel territorio del villaggio è presente la località di Krokovango croc farm di 6 abitanti.